# 米洛斯岛
米洛斯岛（羅馬化：Milos）是爱琴海上的一个火山岛，位于基克拉泽斯群岛最西南端。由于位处希腊大陆和克里特岛之间，该岛在爱琴文明时期是重要的位置。在青铜时代著名的费拉科庇（Phylakopi）遗址上发现了一个米诺斯宫殿。另外，该岛在古希腊以盛产艺术品闻名于世，著名的《米洛斯的维纳斯》即发现于此。

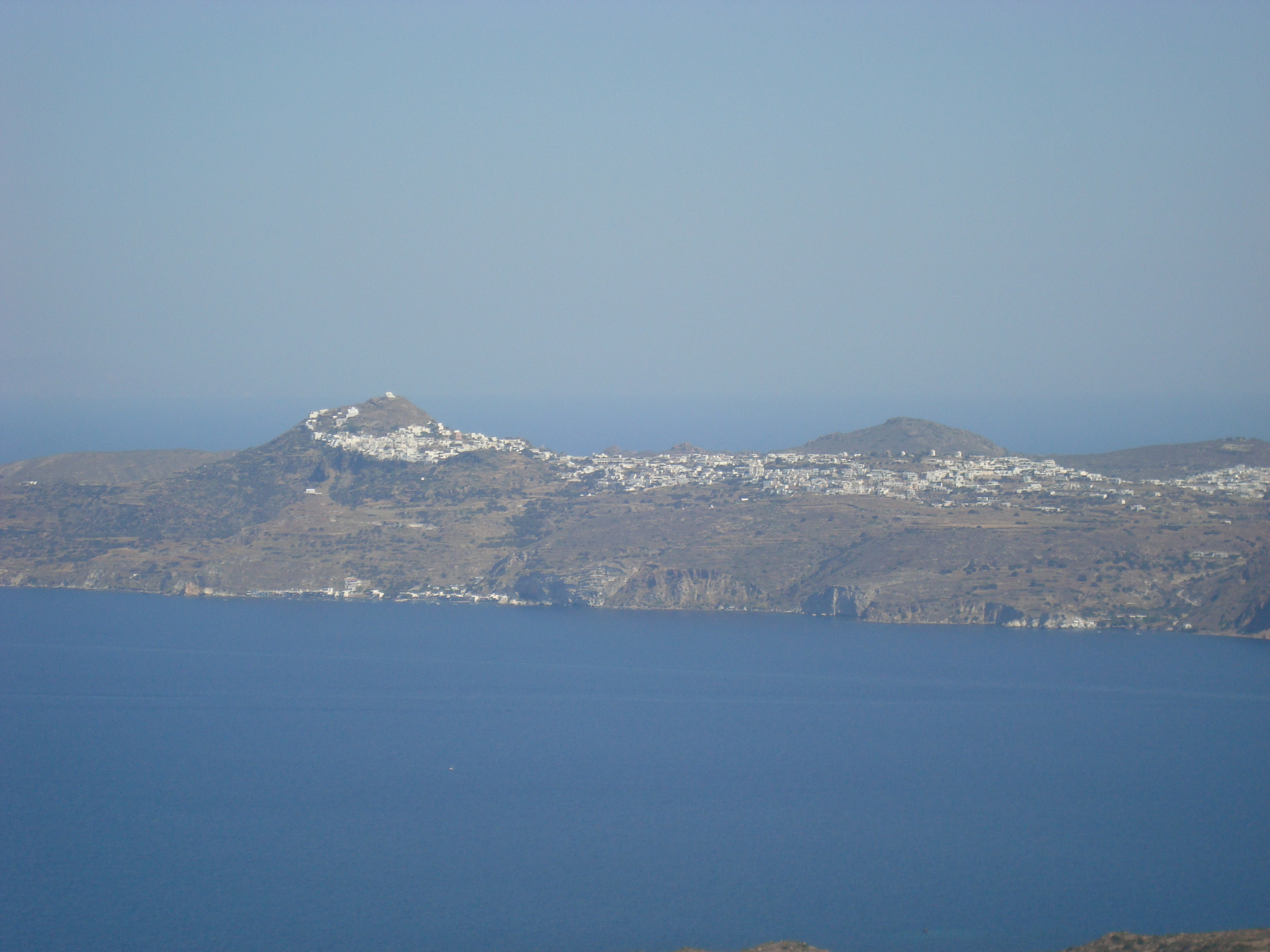
米洛斯岛
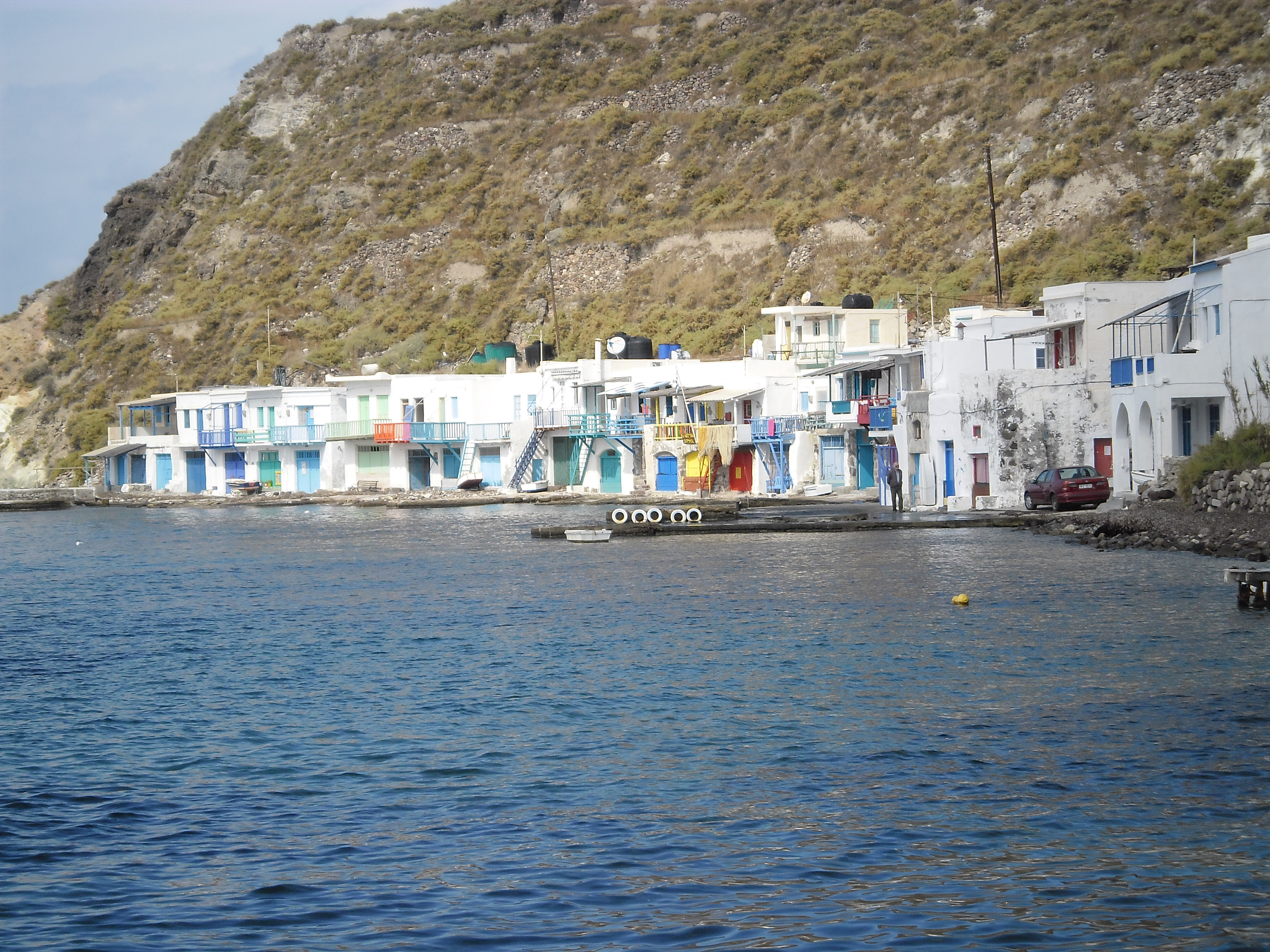
卡里馬村
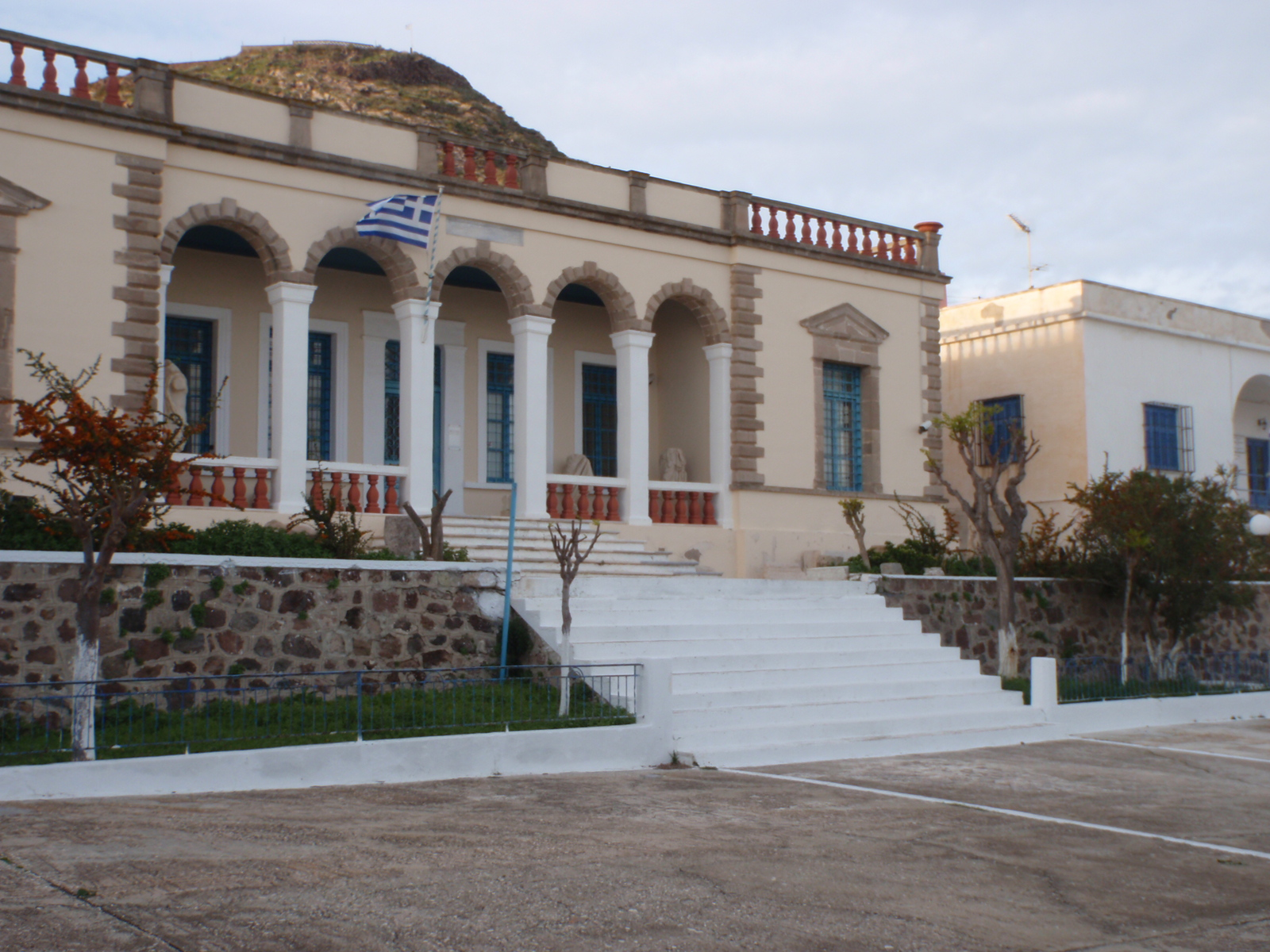
米洛斯博物館